# Eriocaulales

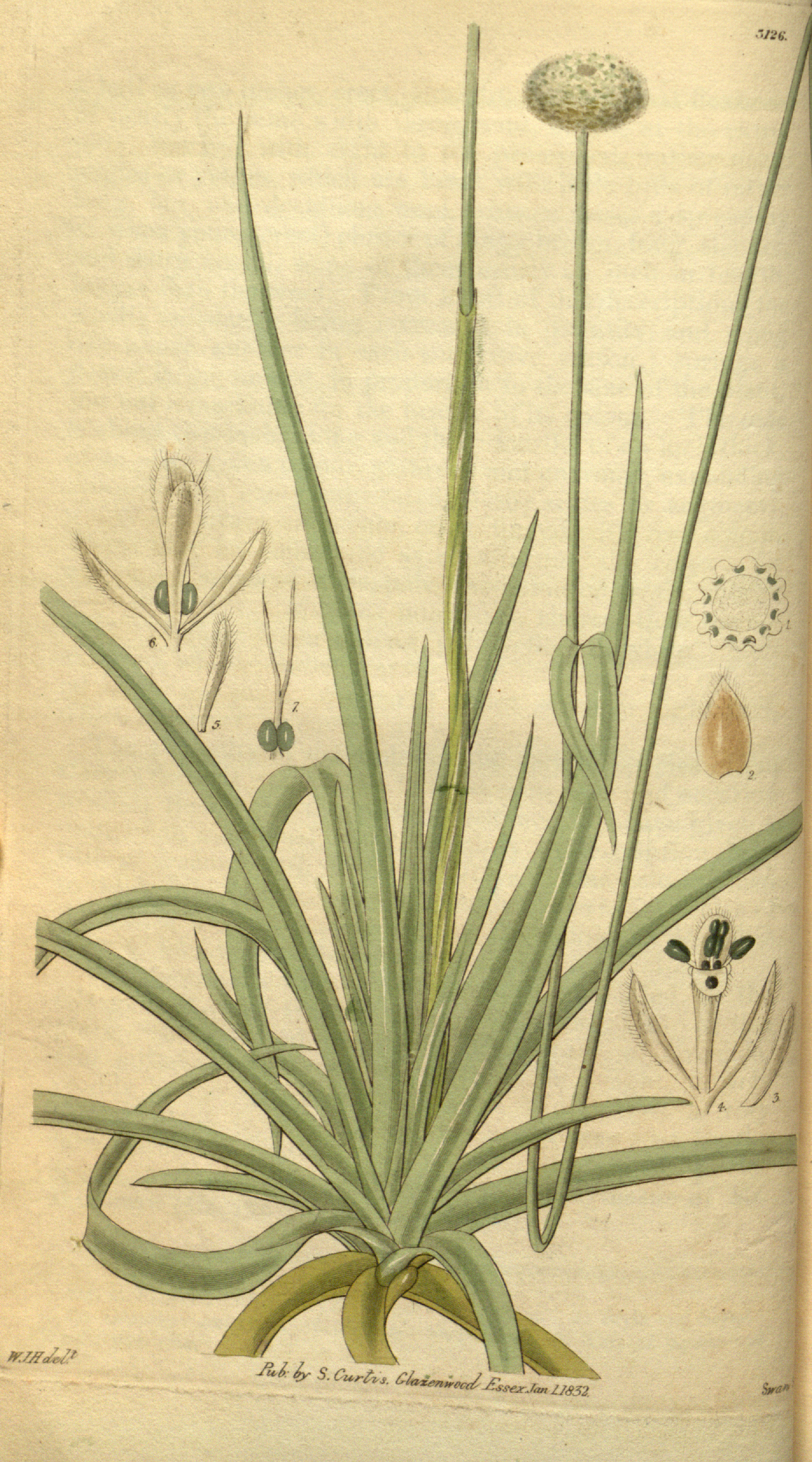
Eriocaulon decangulare

Eriocaulales é o nome botânico de uma ordem de plantas com flor. O nome foi publicado por Nakai. No sistema Cronquist (1981) o nome é usado para uma ordem colocada na subclasse Commelinidae. A circunscrição nesse sistema é a seguinte:
- ordem Eriocaulales
família Eriocaulaceae

O sistema APG II atribuí estas plantas à ordem Poales.